# Kyle Wamsley
Kyle Wamsley (* 1. März 1980 in Hatfield, Kalifornien) ist ein ehemaliger US-amerikanischer Radrennfahrer.
2005 siegte er in der Tour of Somerville. Kyle Wamsley war von 2007 bis 2014 als Rennfahrer der Elite aktiv. Er bestritt hauptsächlich Kriterien in den Vereinigten Staaten. 2008 gewann er das Fitchburg Longsjo Classic und 2009 eine Etappe des Redlands Bicycle Classic. 
Zum Ende des Jahres 2014 trat Kyle Wamsley vom aktiven Radsport zurück.

## Erfolge
2008
- Gesamtwertung und eine Etappe Fitchburg Longsjo Classic

2009
- eine Etappe Redlands Bicycle Classic

## Teams
- 2003 Team Fuji Bikes
- 2004 Team Fuji Bikes
- 2005 Snow Valley-Seal-On
- 2006 Colavita Olive Oil-Sutter Home Wines
- 2007 Navigators Insurance
- 2008 Colavita/Sutter Home-Cooking Light
- 2009 Colavita/Sutter Home-Cooking Light
- 2010 Bissell
- 2011 Bissell Cycling
- 2012 Jamis-Sutter Home
- 2013 Jamis-Hagens Berman (bis 28.06.)